# Ran Laurie
William George Ranald "Ran" Mundell Laurie (4. maj 1915 - 19. september 1998) var en britisk roer og olympisk guldvinder.
Laurie vandt guld i toer uden styrmand ved OL 1948 i London, som makker til Jack Wilson. I finalen vandt briterne guld foran schweizerne Hans og Josef Kalt, der fik sølv, mens Felice Fanetti og Bruno Boni fra Italien tog bronzemedaljerne.
Senere i livet arbejdede Laurie som læge, og døde af Parkinsons sygdom i 1998. Hans søn er skuespilleren og komikeren Hugh Laurie.

## OL-medaljer
- 1948:  Guld i toer uden styrmand